# 1992 WR2
1992 WR2 är en asteroid i huvudbältet som upptäcktes den 18 november 1992 av de båda japanska astronomerna Seiji Ueda och Hiroshi Kaneda i Kushiro.
Asteroiden har en diameter på ungefär 7 kilometer och den tillhör asteroidgruppen Koronis.